# Duvaucelia manicata
Duvaucelia manicata is een slakkensoort uit de familie van de tritonia's (Tritoniidae). De wetenschappelijke naam van de soort werd in 1853 , als Tritonia manicata, voor het eerst geldig gepubliceerd door Deshayes. Deze soort komt veel voor in de Middellandse Zee.

## Beschrijving
D. manicata is een kleine zeenaaktslak, met een maximale lichaamslengte van 13 mm. Het lichaam is wit met donkerrode, groene of zwarte pigmentvlekken op de rug. De randen van de mantel dragen gepaarde, vertakte kieuwen, 4 paar in een 11 mm exemplaar. De rinoforen hebben omhulsels en zijn vertakt aan de uiteinden. Er zijn 3-4 paar lange, slanke orale tentakels aanwezig.